# Gülözü, Harmancık
Gülözü là một xã thuộc huyện Harmancık, tỉnh Bursa, Thổ Nhĩ Kỳ. Dân số thời điểm năm 2011 là 310 người.